# Daniel Carter
Daniel William Carter (ur. 5 marca 1982 w Christchurch) – nowozelandzki rugbysta, zawodnik zespołu Crusaders, reprezentant kraju.
Dla reprezentacji Nowej Zelandii w rugby występował od 2003 do 2015 roku, rozgrywając 112 spotkań, w których zdobył 1598 punktów. Daniel Carter został uznany przez IRB za najlepszego rugbystę na świecie w latach 2005, 2012 i 2015.
Uczestnik Pucharu Świata w Australii w 2003, podczas których zdobył brązowy medal, Pucharu Świata we Francji w 2007, gdzie jego drużyna odpadła w ćwierćfinale, oraz zwycięskiego Pucharu Świata w Nowej Zelandii w 2011. Jeden z najbardziej popularnych i wszechstronnych nowozelandzkich rugbystów.
W lutym 2021 roku, za pośrednictwem mediów społecznościowych, zawodnik oficjalnie poinformował o zakończeniu kariery sportowej